# Chopec
Chopec (1548 m) – szczyt w Niżnych Tatrach na Słowacji. Wznosi się we wschodnim grzbiecie Rovnej hoľi (1723 m).
Jest to tylko bardzo nieznaczna wypukłość w grzbiecie, istotne jest natomiast, że grzbiet ten na Chopcu ulega gwałtownemu załamaniu; z lekko opadającego i trawiastego przechodzi na stromy  i porośnięty lasem. Wschodnie stoki opadają do Bocianskiej doliny, ich podnóżami poprowadzono drogę krajową nr 72. Południowe stoki opadają do Starobocianskiej doliny (odgałęzienie Bocianskiej doliny), w stoki północne wcina się Kraľovská dolina
Grzbietowe parte szczytu zajmuje dawna pasterska hala, po zaprzestaniu wypasu stopniowo zarastająca lasem i kosodrzewiną. Nie znajduje się ona bowiem w naturalnym piętrze halnym, lecz wytworzona została przez ludzi na potrzeby pasterstwa. Górne części Chopca znajdują się w obrębie Parku Narodowego Niżne Tatry i nie prowadzi przez niego żaden szlak turystyczny. Poza obrębem parku znajduje się dolna część stoków nad wsią Vyšná Boca.
Na wschodnich zboczach Chopca we wsi Vyšná Boca znajduje wyciąg narciarski i trasy zjazdowe. U południowych podnóży (w Strobocianskiej dolinie) znajdują się domki (głównie letniskowe)